# Contea di Jasper (Illinois)
La contea di Jasper (in inglese Jasper County) è una contea dello Stato dell'Illinois, negli Stati Uniti. La popolazione al censimento del 2000 era di 10 117 abitanti. Il capoluogo di contea è Newton.